# Боян Пейков
Боян Гошев Пейков е български футболист, вратар на Локомотив (София).
Роден е на 1 май 1984 година в София. Висок е 185 см и тежи 82 кг.

## Кариера
Започва в ДЮШ на Левски (София).
Играе в отборите на Конелиано (Герман), Несебър (Несебър), Видима-Раковски (Севлиево), Дунав (Русе). През 2008/2009 г. той преминава в Миньор (Раднево), където играе 27 мача (2420 мин.) за отбора в Б група. Пейков заема мястото на титулярен вратар в Берое (Стара Загора) през 2009/2010 г.
Носител на купата на България през 2010, когато не допуска нито един гол във вратата и прави Берое (Стара Загора) първият отбор спечелил купата без допуснато попадение.
През юли 2010 г. подписва договор с Локомотив (София). През сезон 2010/11 е титуляр, но губи титулярното си място от Валентин Галев. В края на годината разтрогва с „железничарите“.
През есента на 2013 г. е привлечен в Литекс (Ловеч), като заместник на контузилия се Илко Пиргов. Изиграва едва три мача за Купата на България. В началото на 2014 г. клуб и футболист се разделят по взаимно съгласие.
През 2015 г. подписва с Локомотив (София).

## Успехи
Берое (Стара Загора)
- Купа на България - 2010